# 10965 van Leverink
A 10965 van Leverink (ideiglenes jelöléssel 3297 T-1) a Naprendszer kisbolygóövében található aszteroida. Cornelis Johannes van Houten,  Ingrid van Houten-Groeneveld és Tom Gehrels fedezte fel 1971. március 26-án.